# روبرت ميتشل
روبرت ميتشل (بالإنجليزية: Robert Mitchell (congressman))‏ (و. 1778 – 1848 م) هو سياسي من الولايات المتحدة الأمريكية .
وهو عضو في الحزب الديمقراطي الأمريكي .